# Alpes Poenninae

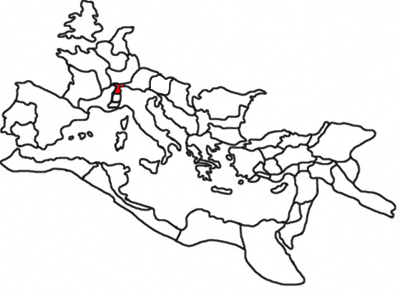
A Római Birodalom Kr. u. 120 körül, az Alpes Poenninae kiemelve

Alpes Poenninae egyike volt a három kis provinciának, amelyeket a Római Birodalom az Alpok hegyláncain létrehozott. Sokak szerint itt kelt át az Alpokon Hannibál, és innen ered a Poenninae név. (A rómaiak által használt szó Karthágóra Poeni volt, ebből ered a magyar pun szó.)

## Települései
| Római név  | Mai ország és név | Leírás                |
| ---------- | ----------------- | --------------------- |
| Darantasia | Moûtiers          | a provincia székhelye |
| Axima      | Aime              |                       |
| Viviscus   | Vevey             | a Genfi-tó partján    |
| Octodurum  | Martigny (Svájc)  |                       |